# Thomas Henke

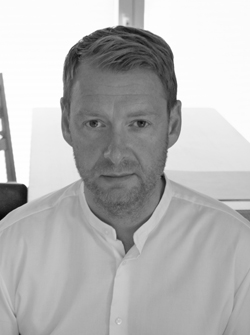
Thomas Henke (2017)

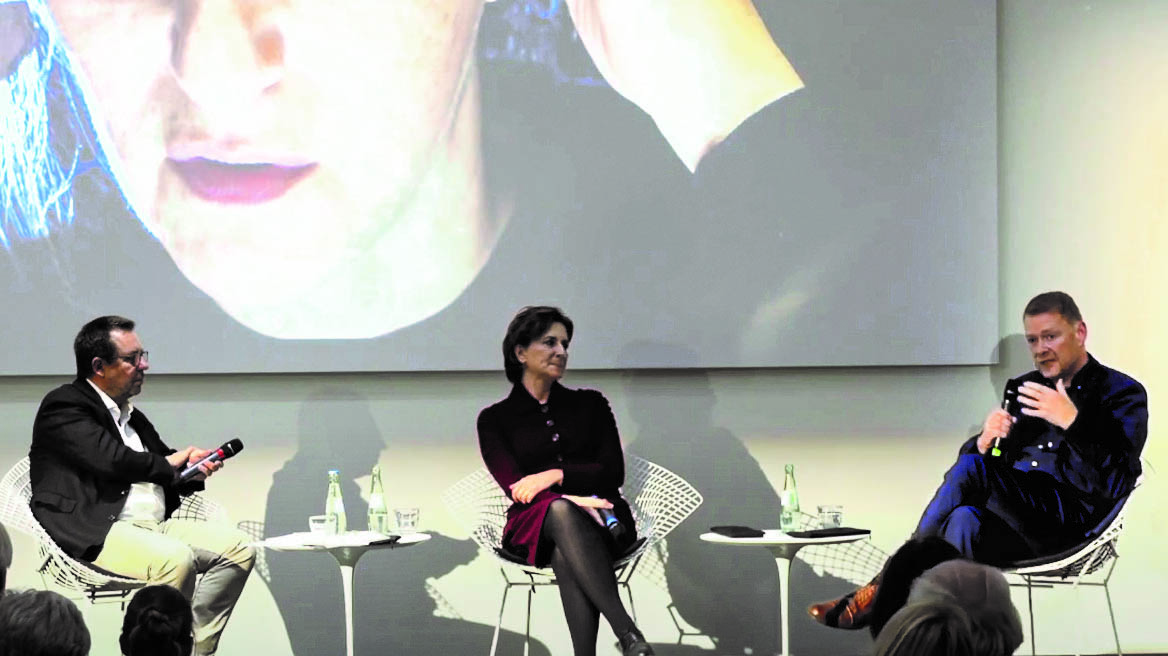
Thomas Henke im Gespräch mit Martina Gedeck und Reinhard Spieler (Sprengel Museum Hannover 2022)

Thomas Henke (* 21. August 1972 in Korbach) ist ein deutscher Hochschullehrer, Regisseur und Medienkünstler. Seine filmkünstlerische Arbeit ist eine experimentelle wie radikale Auseinandersetzung mit dem Genre des filmischen Porträts.

## Biografie
Thomas Henke studierte 1992–1999 Freie Kunst an der Kunstakademie Münster bei Reiner Ruthenbeck (Meisterschüler) und 1999–2001 Medienkunst und Film an der Staatlichen Hochschule für Gestaltung Karlsruhe. Seit 2009 ist er Professor für Neue Medien an der Hochschule Bielefeld. Viele der Filmprojekte entstehen in Zusammenarbeit mit seiner Frau Peggy Henke. Gemeinsam haben sie zwei Töchter.

## Werk
Henkes Filme zeigen Menschen in existenziellsten Lebenssituationen. Seine Porträt-Projekte, die oftmals über einen Zeitraum von mehreren Jahren angelegt sind, hinterfragen dokumentarfilmische Herstellungsweisen sowie Praktiken von Autorenschaft. Sie untersuchen filmische Authentifizierungsmechanismen und Prozesse von Selbsterzählung. Dabei etablieren sie innovative, experimentelle Herstellungs- und Präsentationsweisen wie zum Beispiel in den Projekten Liquid Identities, Social Dogma und Meta-Porträts. 
Zum Spektrum seiner filmischen Porträtarbeit gehören auch fiktionale, performative Strategien, wie zum Beispiel im Film Samstagmittag, 12 Uhr, der in Zusammenarbeit mit der Schauspielerin Martina Gedeck entstanden ist.
Typisch für Henkes Arbeitsweise ist neben bildkritischen, medienreflexiven Herstellungsverfahren die Auseinandersetzung mit existenziellen Themen wie der Umgang mit Leid und Tod sowie die Suche nach Zuflucht. In diesem Zusammenhang untersuchen Henkes Filmprojekte auch die Potentiale künstlerischer Prozesse. So sind eine Reihe von Filmen in der Zusammenarbeit mit den Schriftstellerinnen Felicitas Hoppe, Terézia Mora sowie den Schriftstellern Feridun Zaimoglu und Thomas Hürlimann sowie dem Philosophen Thomas Macho entstanden. Henkes filmisches Werk positioniert sich im Spannungsfeld zwischen Kunst und Religion sowie Kunst und Sozialem. 2023 widmete ihm das Grazer Museum für Gegenwartskunst und Religion (KULTUM) eine große Retrospektive. Hierzu erschien im Hatje Cantz Verlag eine umfangreiche Publikation unter dem Titel Cinema Altera mit Beiträgen u. a. von Felicitas Hoppe, Thomas Kellein, Thomas Macho, Terézia Mora, Johannes Rauchenberger und Reinhard Spieler.

## Filme und Projekte (Auswahl)
- Lass Deinen Schatten springen Lichtbildinstallation in Zusammenarbeit mit Jakob Möhring, 1997
- Zeitmaschine Videoinstallation im Wewerka Pavillon Münster, 1998
- Die Zweite Zeit Videoinstallation, Deutschland, 1999
- SINN – filmisches Archiv, Deutschland, 1999–2002
- Die Willingshäuser – experimentelle Studie über Menschenbild und Abbildungen von Menschen, in Zusammenarbeit mit Dmitri Sidorow, Deutschland, 2001–2003
- Rivka und Yoram Dokumentarfilm, in Zusammenarbeit mit Moshe Balmas, Israel, 2000–2003
- Die Geschichte des Joseph Wolf Experimentalfilm, in Zusammenarbeit mit Dmitri Sidorow und Mario A. Lorenz, Deutschland, 2001
- DAS FENSTER NEBEN MEINEM Filmprojekt, in Zusammenarbeit mit Sandra Ließmann, unterschiedliche Präsentationsformen u. a. im Oldenburger Kunstverein, 2002–2006
- Mario, der Zauberer Dokumentarfilm, Deutschland, 2005
- Film der Antworten[3] – filmische Installation von Peggy und Thomas Henke, Deutschland, 2004–2012
- erinnere dich jetzt Videoinstallation, Deutschland, 2008
- Liquid Identities[4] Filmprojekt, Deutschland, 2003–2009
- Doorman I + II Videoinstallation, mit Installationsbauten von Lorenz Estermann, im Leopold Museum Wien und im Museum Pfalzgalerie Kaiserslautern, Deutschland / Österreich, 2008
- White Story Channel Experimentalfilm, in Zusammenarbeit mit Christian Heilig, Deutschland, 2010
- Social Dogma[5] Filmprojekt, Deutschland, 2010
- Meta-Porträts Filmprojekt, Deutschland, 2011–2017
- Richtlinien experimenteller Kurzspielfilm, in Zusammenarbeit mit Oliver Held, Deutschland, 2013
- Porträts 1.13[6] Filmprojekt, in Zusammenarbeit mit Joachim Hake (mit Corona Bamberg, Wolfgang Büscher, Tomáš Halík, Felicitas Hoppe, Thomas Hürlimann, Thomas Macho), Deutschland, 2014–2016
- Felicitas Hoppe sagt[7] Videoinstallation, in Zusammenarbeit mit Oliver Held mit und über die Schriftstellerin Felicitas Hoppe, Deutschland / Schweiz, 2017
- Film der letzten Zuflucht[8], Experimentalfilm, Deutschland, 2018–2019
- Arolser Schlossgespräche[9], jährlich stattfindende Gesprächsreihe zu elementaren Begriffen des Menschseins, u. a. mit Felicitas Hoppe, Neo Rauch, Wolfgang Büscher, Gerald Hüther, Robin Alexander, Gundula Gause. Die Arolser Schlossgespräche sind ein Format von HENKE MEDIEN, initiiert, kuratiert und moderiert von Thomas Henke.
- Edna Brocke: Profil + Frontal[10], 2-Kanal-Film, Deutschland, 2020
- SIE SAGEN IMMER TERÉZIA MORA[11], Experimentalfilm mit und über die Schriftstellerin Terezia Mora, Deutschland, 2021
- Frau Dörrie und die Gespenster[12], Experimentalfilm mit und über die Regisseurin Doris Dörrie, Deutschland, 2022
- signatur 22[13], ein partizipatives Kunstprojekt zusammen mit Christian Heilig in Kooperation mit Bathildisheim e. V., 2022
- Samstagmittag, 12 Uhr[14], Experimentalfilm von Peggy und Thomas Henke mit der Schauspielerin Martina Gedeck, nach den Tagebüchern (1941 – 1943) von Etty Hillesum, Deutschland, 2022
- FAAG 25[15], Forum junger Menschen für Aufbau, Ausdruck und Gegenwart, Künstlerisches Projekt, 2023
- Und ich war Feridun Zaimoglu[16], Experimentalfilm mit und über den Schriftsteller Feridun Zaimoglu, Deutschland, 2023

## Ausstellungen und Präsentationen
Die Experimental- und Dokumentarfilme Thomas Henkes wurden auf internationalen Filmfestivals (und im TV) gezeigt und ausgezeichnet. Im Kunstraum waren seine Arbeiten in zahlreichen Einzel- und Gruppenausstellungen zu sehen.
Einzelausstellungen u. a. im Leopold Museum Wien, International Art Centre New Delhi, Estonian National Museum Tartu, Kunstmuseum Thurgau, Sprengel Museum Hannover, Kunsthalle Bielefeld, Wilhelm-Hack-Museum Ludwigshafen, UNESCO Welterbe Zollverein Essen, Deutschen Filmmuseum Frankfurt a. M., Literaturmuseum der Moderne Marbach, Kunsthaus Graz, Museum Pfalzgalerie Kaiserslautern, Marta Museum Herford, Edith-Ruß-Haus für Medienkunst Oldenburg, Bielefelder Kunstverein, Oldenburger Kunstverein, Westfälischer Kunstverein Münster sowie Galerie Anita Beckers Frankfurt.

## Werke in Sammlungen
Das künstlerische Gesamtwerk von Thomas Henke sowie das gemeinsame Werk von Peggy und Thomas Henke befindet sich seit 2023 in der Sammlung des Museums für Gegenwartskunst und Religion Graz sowie seit 2025 in der Draiflessen Collection Mettingen. Beide Institutionen haben die weltweiten Vertretungsrechte. 
Das Filmarchiv des gebürtigen Korbachers Thomas Henke ist auch Teil der Sammlung des Wolfgang-Bonhage-Museum Korbach. Im Rahmen der Dauerausstellung präsentiert das Museum jährlich einen Film aus dem Archiv.
Einzelne Werke befinden sich in folgenden Sammlungen: Sprengel Museum Hannover, Leopold Museum Wien, Stiftung UNESCO Welterbe Zollverein Essen, Kantonsmuseum Thurgau (CH), Wilhelm-Hack-Museum Ludwigshafen, Edith-Ruß-Haus für Medienkunst Oldenburg, KULTUMdepot Graz (A), Kunsthalle Bielefeld, Ausstellungshalle zeitgenössische Kunst Münster, Westfälische Provinzial Versicherung, Sparkassen-Stiftung Hessen-Thüringen, Öffentliche Versicherung Oldenburg, Emschergenossenschaft Essen, Künstlerhaus Hooksiel, Diözesanmuseum Osnabrück, Bistum Essen, Dominikaner Braunschweig, Katholische Akademie Berlin, Abtei Mariendonk Grefrath.

## Publikationen (Monografien)
- 2000: Thomas Henke, Hrsg. Sparkassen Kulturstiftung Hessen-Thüringen
- 2007: Das Fenster neben meinem, Hrsg. Oldenburger Kunstverein, Isensee-Verlag
- 2008: Erinnere dich jetzt, Hrsg. Wolfgang Bonhage-Museum Korbach, Gardez Verlag, ISBN 978-3-89796-201-9
- 2008: Liquid Identities (Volume 1 – 3), Hrsg. Fruchthalle Kaiserslautern, Kerber Verlag, ISBN 978-3-86678-203-7
- 2010: Social Dogma, Hrsg. Kunsthalle Bielefeld, Kehrer Verlag, ISBN 978-3-86828-151-4
- 2011: Die erste Fremde, zusammen mit Cornelia Giebeler, Hrsg. Bielefelder Kunstverein, Barbara Budrich Verlag, ISBN 978-3-86649-446-6
- 2012: Liquid Identities (Volume 4 – 7), Hrsg. Wilhelm-Hack-Museum Ludwigshafen, Kerber Verlag, ISBN 978-3-86678-682-0
- 2012–2013: Film der Antworten, Hrsg. Welterbe Zollverein Essen, Kunstmuseum Thurgau, Peggy und Thomas Henke, Verlag für moderne Kunst, ISBN 978-3-86984-333-9
- 2014: Meta-Porträts, Verlag Kettler, ISBN 978-3-86206-375-8
- 2023: Cinema Altera, Retrospektive Thomas Henke, Hatje Cantz Verlag, ISBN 978-3-7757-5633-4